# Hrib pri Cerovcu
Hríb pri Ceróvcu je naselje v Sloveniji.